# Ronn Motor Group

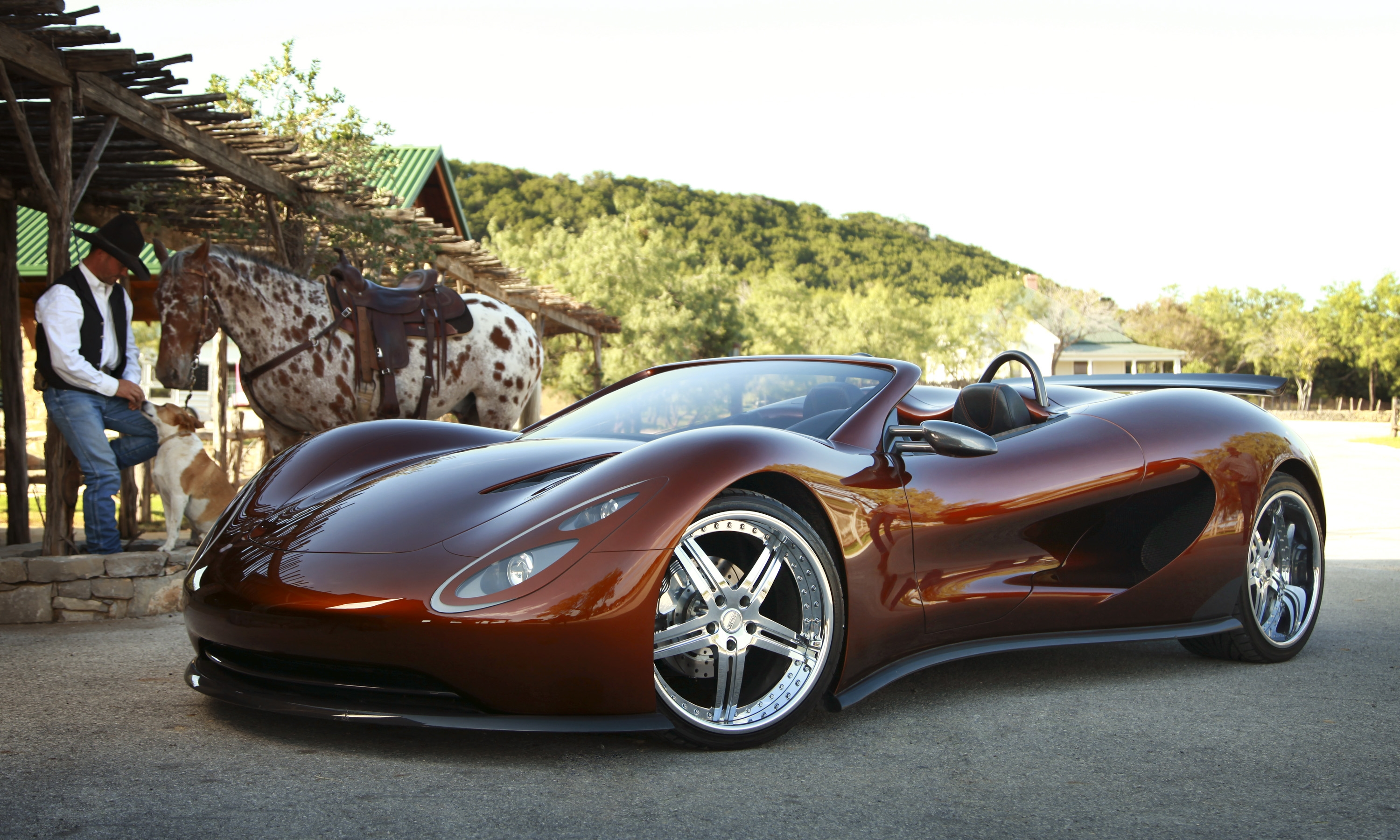
Ronn Scorpion w 2013

Ronn Motor Group – amerykański producent wodorowych supersamochodów z siedzibą w Scottsdale działający od 2009 roku.

## Historia
Przedsiębiorstwo Ronn Motor Group założone zostało z inicjatywy amerykańskiego przedsiębiorcy Ronna Maxwella Forda w mieście Scottsdale w stanie Arizona, planując wprowadzić na rynek supersamochód wyróżniający się bezemisyjnym źródłem napędu. Rok po powstaniu zadebiutował prototyp roadstera o nazwie Ronn Scorpion o napędzie spalinowo-wodorowym, który otrzymał przydomek eco-exotic car. Producent zakładał rozpoczęcie produkcji pod koniec 2009 roku, z roczną wielkością zbudowanych Scorpionów na poziomie 200 sztuk. Plany te nie doczekały się jednak realizacji.
Pomimo niepowodzenia we wdrożeniu Scorpiona do produkcji, Ronn Motor Group nie zaprzestało działalności. Po 10-letniej przerwie w prezentowaniu planów na dalszy rozwój, firma w sierpniu 2020 roku zapowiedziała rozbudowane plany na wprowadzenie na rynek gamy samochodów o napędzie elektrycznym oraz wodorowym. Wśród nich znaleźć ma się SUV, samochód sportowy oraz furgonetka, w których wdrożeniu do produkcji ma pomóc zarówno współpraca z chińskimi partnerami, jak i plany otwarcia europejskiego centrum dystrybucyjnego w Hiszpanii.

## Modele samochodów

### Studyjne
- Ronn Scorpion (2008)